# 그때를 아십니까
《그때를 아십니까》는 문화방송에서 1986년 9월 17일부터 1987년 4월 29일까지, 그리고 1993년 10월 24일부터 1994년 1월 16일 방영한 다큐멘터리이다. 매주 밤시간대에 당대의 세대에게 과거의 실상을 일깨워주고, 달라진 오늘날과 비교해 보여주는 프로그램이었다.

## 에피소드 목록
| 화수   | 방송일           | 부제목                      |
| ------ | ---------------- | --------------------------- |
| 제1탄  | 1986년 9월 17일  | 축구공의 이력서             |
| 제2탄  | 1986년 9월 18일  | 배꺼질라 뛰지마라           |
| 제3탄  | 1986년 9월 24일  | 전기단다 일찍자라           |
| 제4탄  | 1986년 10월 15일 | 모자이크 몸빼               |
| 제5탄  | 1986년 10월 16일 | 울밑에선 봉선화야           |
| 제6탄  | 1986년 10월 22일 | 이상한 소리통               |
| 제7탄  | 1986년 10월 23일 | 서울 천리길                 |
| 제8탄  | 1986년 10월 29일 | 바둑아 바둑아               |
| 제9탄  | 1986년 11월 5일  | 쌀팔러 가요                 |
| 제10탄 | 1986년 11월 6일  | 그래도 잊지못할 판자집이여  |
| 제11탄 | 1986년 11월 12일 | 유랑시대                    |
| 제12탄 | 1986년 11월 13일 | 풍금과 크레용               |
| 제13탄 | 1986년 11월 19일 | 서울전화 나왔어요           |
| 제14탄 | 1986년 11월 20일 | 럭키 서울                   |
| 제15탄 | 1986년 11월 26일 | 그 겨울은 따뜻했네          |
| 제16탄 | 1986년 11월 27일 | 어머니 손은 약손            |
| 제17탄 | 1986년 12월 10일 | 할로 기브미                 |
| 제18탄 | 1986년 12월 11일 | 쌍과부집의 데칸쇼           |
| 제19탄 | 1986년 12월 17일 | 그해 크리스마스             |
| 제20탄 | 1986년 12월 18일 | 겨울 고향                   |
| 제21탄 | 1987년 1월 7일   | 까치, 설날                  |
| 제22탄 | 1987년 1월 8일   | 12열차                      |
| 제23탄 | 1987년 1월 14일  | 시집 가는날                 |
| 제24탄 | 1987년 1월 15일  | 물차 왔어요                 |
| 제25탄 | 1987년 1월 21일  | 육십 고려장                 |
| 제26탄 | 1987년 1월 22일  | 부엌데기 어머니             |
| 제27탄 | 1987년 2월 4일   | 파지 삽니다                 |
| 제28탄 | 1987년 2월 5일   | 겨울밤 소리                 |
| 제29탄 | 1987년 2월 11일  | 빛나는 졸업장               |
| 제30탄 | 1987년 2월 12일  | 지금 그사람 이름은 잊었지만 |
| 제31탄 | 1987년 2월 18일  | 양양한 앞길을 바라볼 때에   |
| 제32탄 | 1987년 2월 19일  | 냄비 때우시오               |
| 제33탄 | 1987년 2월 26일  | 캘리포니아 90006            |
| 제34탄 | 1987년 3월 4일   | 박사 따서올께요             |
| 제35탄 | 1987년 3월 5일   | 다리 아래 세월은 흐르고     |
| 제36탄 | 1987년 3월 11일  | 못잊어                      |
| 제37탄 | 1987년 3월 12일  | 보릿고개                    |
| 제38탄 | 1987년 3월 18일  | 진자리 마른자리             |
| 제39탄 | 1987년 3월 19일  | 통금별곡                    |
| 제40탄 | 1987년 3월 25일  | 운동이 밥먹여주냐           |
| 제41탄 | 1987년 3월 26일  | 가갸거겨                    |
| 제42탄 | 1987년 4월 1일   | 룸펜,애가                   |
| 제43탄 | 1987년 4월 2일   | 민둥산 메아리               |
| 제44탄 | 1987년 4월 8일   | 집떠나면 고생               |
| 제45탄 | 1987년 4월 9일   | 바다가 육지라면             |
| 제46탄 | 1987년 4월 15일  | 풍년은 하늘덕               |
| 제47탄 | 1987년 4월 16일  | 눈물의 천막극장             |
| 제48탄 | 1987년 4월 22일  | 전당포 인생                 |
| 제49탄 | 1987년 4월 23일  | 한강은 흐른다               |
| 제50탄 | 1987년 4월 29일  | 에필로그                    |
| 제51탄 | 1993년 10월 24일 | 그 꽃전차는 어디로,갔는가   |
| 제52탄 | 1993년 10월 31일 | 옛 도우미의 노래            |
| 제53탄 | 1993년 11월 7일  | 어머니 약손이 그립습니다    |
| 제54탄 | 1993년 11월 14일 | 태평태세 문단세             |
| 제55탄 | 1993년 11월 28일 | 동이트는 새볔 꿈에          |
| 제56탄 | 1993년 12월 12일 | 쌀에 관하여                 |
| 제57탄 | 1993년 12월 19일 | 이별시대                    |
| 제58탄 | 1993년 12월 26일 | 그해 겨울들                 |
| 제59탄 | 1994년 1월 9일   | 잊혀진 서울을 찾아서        |
| 제60탄 | 1994년 1월 16일  | 늙기도 설워라커든           |